# توشار كابور
توشار كابور (بالهندية: तुषार कपूर) (بالإنجليزية: Tushar kapoor)‏ (ولد في 20 نوفمبر 1976) هو ممثل هندي عُرِفَ بأعماله في السينما الهندية، بوليوود, وهو ابن الممثل الهندي جيتَندْرا والمنتجة شوبْها كابور وشقيق إيكتا كابور. درس في جامعة ميشيغان بالولايات المتحدة الأمريكية.
 صنع أول ظهور له في بوليوود بفيلم موجي كوتش كِهنا هي (2001), ليُتَوْج بذلك بجائزة فيلمفار فئة أفضل ممثل واعد. 
لعب توشار دوْر الشاب الخجول الذي يمتلك قوة خارقة تجعلُهُ غير مرْئيٍّ في فيلم الغموض والكوميديا الخَفِيُّ (2004).
 وقد أُشتهر بأدائه شخصية لاكي الأخرس في سِلسِلة أفلام غولمال الشهيرة. ظهَر كابور في أفلام ناجحة كـالبذلة البُنِّية (2004) وغولمال (2006) وتبادل لإطلاق النار في لوخَنْدوالا (2007) وعوْدة غولمال (2008) وغولمال 3 (2010) والصورة القذرة (2011) وتبادل لإطلاق النار في وَدالا (2013).

## وصلات خارجية
- توشار كابور على موقع IMDb (الإنجليزية)
- توشار كابور على موقع ألو سيني (الفرنسية)
- توشار كابور على موقع أول موفي (الإنجليزية)
- توشار كابور على موقع قاعدة بيانات الفيلم (الإنجليزية)
- توشار كابور على موقع كينوبويسك (الروسية)